# Warszewiczia longistaminea
Warszewiczia longistaminea är en måreväxtart som beskrevs av Karl Moritz Schumann. Warszewiczia longistaminea ingår i släktet Warszewiczia och familjen måreväxter. Inga underarter finns listade i Catalogue of Life.